# Anne Sklebitz
Anne Sklebitz (geborene Heussner) ist eine deutsche Archäologin.

## Werdegang
Anne Sklebitz studierte von 2002 bis 2008 Ur- und Frühgeschichte sowie Zentralasienstudien an der HU Berlin und schloss das Studium mit der Erlangung des Magistergrades ab. Danach war sie bei mehreren Grabungsfirmen sowie dem Deutschen Archäologischen Institut (DAI) als Grabungsmitarbeiterin tätig. Darüber hinaus war sie für sechs Monate an der DAI-Außenstelle Peking sowie in der Abteilung Dendrochronologie des Helmholtz-Zentrum Potsdam – Deutsches GeoForschungsZentrum als Wissenschaftliche Hilfskraft beschäftigt. Von Dezember 2010 bis Januar 2018 absolvierte Sklebitz an der Universität Bonn ein Promotionsstudium. Dieses schloss sie mit der Dissertation Glazed Ceramics from Karakorum. The Distribution and Use of Chinese Ceramics in the Craftsmen Quarter of the Old-Mongolian Capital During the 13th–14th Century A. D. ab. Ihr Doktorvater war Jan Bemmann, Zweitgutachterin war Mayke Wagner. Während dieser Zeit war sie weiterhin für Grabungsfirmen im Berliner Raum sowie über Werkverträge für das DAI tätig. Von Mai 2018 bis April 2020 war Sklebitz Wissenschaftliche Museumsassistentin in Fortbildung bei den Staatlichen Museen zu Berlin. Als Kuratorin betreute sie die Ausstellung Berlins größte Grabung. Forschungsareal Biesdorf im Neuen Museum und Mitarbeiterin des Projektes 10 Jahre Neues Museum. Mit Virtual Reality durch 150 Jahre Geschichte.
Im Mai 2020 wurde Sklebitz wissenschaftliche und organisatorische Koordinatorin der inhaltlichen Konzeption für das Archäologische Haus am Petriplatz. Sie fungierte hier als Schnittstelle zwischen dem Museum für Vor- und Frühgeschichte und dem Landesdenkmalamt Berlin. Seit Januar 2024 ist sie Projektleiterin von PETRI Berlin und ist damit für den Aufbau, Ausbau und die Aufstellung der Sammlung des neuen archäologischen Besucherzentrums verantwortlich.

## Publikationen (Auswahl)
- Glazed Ceramics from Karakorum. The Distribution and Use of Chinese Ceramics in the Craftsmen Quarter of the Old-Mongolian Capital During the 13th–14th Century A. D. Rheinische Friedrich-Wilhelms-Universität Bonn, Bonn 2018, Digitalisat (Dissertation).